# قائمة الأفلام المصرية سنة 1945
هذه قائمة بالأفلام المصرية لسنة 1945 مرتبة أبجديا

## 1945
| الأسم            | إخراج           | تأليف                                            | تمثيل | النوع                   | ملاحظات |
| ---------------- | --------------- | ------------------------------------------------ | --- | ----------------------- | --- |
| أحب البلدي       | حسين فوزي       | حسين فوزي، أبو السعود الإبياري                   | أنور وجدي، تحية كاريوكا، عبد الفتاح القصري                                                                              |                         | |
| أحلام الحب       | فؤاد الجزايرلي  | فؤاد الجزايرلي، عبد الرحمن الخميسي               | محمد أمين، مديحة يسري، إسماعيل ياسين، هاجر حمدي                                                                         |                         | |
| أحلاهم           | إستفان روستي    | إستفان روستي، زكي صالح                           | ليلى فوزي، محمد كمال المصري                                                                                             |                         | |
| أميرة الأحلام    | أحمد جلال       | أحمد جلال، عباس كامل                             | نور الهدى، محسن سرحان                                                                                                   | رومانسي                 | |
| أول الشهر        | عبد الفتاح حسن  | عبد الفتاح حسن، صالح سعودي                       | حسين صدقي، صباح |                         | |
| الآنسة بوسة      | نيازي مصطفى     | نيازي مصطفى، أبو السعود الإبياري                 | نور الهدى، محمود ذو الفقار                                                                                              |                         | |
| البني آدم        | نيازي مصطفى     | عباس كامل، أبو السعود الإبياري                   | بشارة واكيم، سامية جمال، فردوس محمد، محمود إسماعيل                                                                      |                         | |
| البيه المزيف     | إبراهيم لاما    | السيد زيادة                                      | بدر لاما، ببا عز الدين                                                                                                  |                         | |
| الجنس اللطيف     | أحمد كامل مرسي  | أبو السعود الإبياري، نيازي مصطفى                 | محمد أمين، مديحة يسري                                                                                                   |                         | |
| الجيل الجديد     | أحمد بدرخان     | يوسف جوهر                                        | حسين صدقي، سميرة خلوصي                                                                                                  |                         | |
| الحب الأول       | جمال مدكور      | أبو السعود الإبياري                              | زوزو شكيب، بشارة واكيم                                                                                                  |                         | |
| الحظ السعيد      | فؤاد الجزايرلي  | أبو السعود الإبياري                              | حسين صدقي، نجاة علي |                         | |
| الحياة كفاح      | جمال مدكور      | جمال مدكور، مصطفى السيد                          | أنور وجدي وزكي رستم وعقيلة راتب                                                                                         |                         | |
| الزلة الكبرى     | إبراهيم عمارة   |                                                  | أنور وجدي وحسين رياض |                         | |
| السوق السوداء    | كامل التلمساني  | كامل التلمساني                                   | عقيلة راتب، عماد حمدي، زكي رستم، عبد الفتاح القصري                                                                      |                         | |
| الصبر طيب        | حسين فوزي       | حسين فوزي، زكي إبراهيم                           | إبراهيم حمودة، تحية كاريوكا                                                                                             | موسيقي                  | |
| الفلوس           | إبراهيم عمارة   | عزيزة أمير، محمود ذو الفقار، أبو السعود الإبياري | عزيزة أمير، محمود ذو الفقار                                                                                             |                         | |
| الفنان العظيم    | يوسف وهبي       | يوسف وهبي                                        | يوسف وهبي، مديحة يسري، سراج منير                                                                                        |                         | |
| القرش الأبيض     | إبراهيم عمارة   | أبو السعود الإبياري، إبراهيم عمارة               | ليلى فوزي، فوزي الجزايرلي، عباس فارس                                                                                    |                         | |
| القلب له واحد    | هنري بركات      | بديع خيري، هنري بركات                            | صباح، أنور وجدي، سليمان نجيب، ميمي شكيب                                                                                 | موسيقي، رومانسي         | - عن قصة سندريلا للأخوان غريم - أول ظهور لصباح على شاشة السينما.                                                      |
| المظاهر          | كمال سليم       | كمال سليم                                        | رجاء عبده، يحيى شاهين                                                                                                   |                         | |
| بنات الريف       | يوسف وهبي       | يوسف وهبي                                        | يوسف وهبي، فاطمة رشدي، سراج منير، زوزو ماضي                                                                             |                         | |
| بين نارين        | جمال مدكور      | حسن رمزي، صالح جودت                              | أنور وجدي وراقية إبراهيم                                                                                                |                         | |
| تاكسي حنطور      | أحمد بدرخان     | أبو السعود الإبياري                              | محمد عبد المطلب، سامية جمال، فؤاد شفيق                                                                                  |                         | |
| جمال ودلال       | إستيفان روستي   | زكي صالح، إستيفان روستي، بديع خيري               | فريد الأطرش، ببا عز الدين، ليلى فوزي، عباس فارس، بشارة واكيم                                                            | رومانسي، موسيقي         | |
| حسن وحسن         | نيازي مصطفى     | أبو السعود الإبياري                              | محمد الكحلاوي، حورية محمد، بشارة واكيم                                                                                  |                         | |
| رجاء             | عمر جميعي       | عمر جميعي، أبو السعود الإبياري                   | أنور وجدي، ورجاء عبده                                                                                                   |                         | |
| سفير جهنم        | يوسف وهبي       | يوسف وهبي                                        | يوسف وهبي، ليلى فوزي، فؤاد شفيق، فردوس محمد                                                                             |                         | |
| شهر العسل        | أحمد بدرخان     | أحمد بدرخان، بديع خيري                           | فريد الأطرش، مديحة يسري                                                                                                 | رومانسي، موسيقي، كوميدي | |
| عنتر وعبلة       | نيازي مصطفى     | عبد العزيز سلام، بيرم التونسي                    | سراج منير، كوكا |                         | |
| قبلة في لبنان    | أحمد بدرخان     | يوسف جوهر، سليمان نجيب                           | أنور وجدي، مديحة يسري                                                                                                   |                         | |
| قتلت ولدي        | جمال مدكور      | عبد العزيز أحمد                                  | أنور وجدي |                         | |
| قصة غرام         | كمال سليم       | كمال سليم                                        | أميرة أمير، إبراهيم حمودة، زكي رستم                                                                                     |                         | |
| قلوب دامية       | حسن عبد الوهاب  | حسن عبد الوهاب                                   | زوزو شكيب، محمود المليجي، بشارة واكيم                                                                                   |                         | |
| كازينو اللطافة   | جمال مدكور      | عبد العزيز أحمد، جمال مدكور                      | ميمي شكيب، محمد عبد المطلب، فؤاد شفيق، سامية جمال، عباس فارس، بشارة واكيم                                               |                         | |
| ليلة الجمعة      | كمال سليم       | كمال سليم، بديع خيري                             | أنور وجدي، إبراهيم حمودة، تحية كاريوكا، بشارة واكيم، أميرة أمير، ماري منيب، عبد الفتاح القصري، إسماعيل ياسين، ثريا حلمي | كوميدي                  | |
| ليلة الحظ        | عبد الفتاح حسن  | عبد الفتاح حسن، بديع خيري                        | أنور وجدي، وتحية كاريوكا                                                                                                |                         | |
| ليلى بنت الفقراء | أنور وجدي       | أنور وجدي، بديع خيري                             | ليلى مراد وأنور وجدي وبشارة واكيم                                                                                       | رومانسي، موسيقي         | كان من المفترض أن يقوم المخرج كمال سليم بإخرج الفيلم ولكنه توفى أثناء التحضير للفيلم فقام أنور وجدي بإخراجه بدلا منه. |
| مدينة الغجر      | محمد عبد الجواد | محمد عبد الجواد، بديع خيري                       | أنور وجدي، فاطمة رشدي                                                                                                   |                         | |
| هذا جناه أبي     | هنري بركات      | هنري بركات، يوسف جوهر                            | صباح، سراج منير، فردوس محمد، زكي رستم                                                                                   |                         | |
| الأم             | عمر جميعي       | عمر جميعي                                        | حسين رياض، أمينة رزق، ليلى فوزي                                                                                         |                         | |